# Музтаг-Тауер
Музтаг-Тауер (урду مضطاغ ٹاور, англ. Muztagh Tower, в перекладі Вежа Музтаг) (7273 або 7245 м) — це гора, розташована в хребті Балторо Музтаг, частина гірської системи Каракорум в Гілгіт-Балтистані. Гора розташована між двома льодовиками: Балторо і Сарпі Лагго. Музтаг-Тауер — 91-ша по висоті вершина світу. Назва Музтаг означає в перекладі з уйгурської «крижана гора».
Музтаг-Тауер прославили ефектні знімки, які зробив італійський фотограф Вітторіо Селла під час експедиції на Чогорі в 1909 р. Майже п'ятдесят років потому, в 1956 році, ці фотографії надихнули дві експедиції в гонці за перше сходження на Музтаг. Обидві команди знайшли менш крутий маршрут, ніж пропонував Селла. Британська експедиція, до складу якої увійшли: Джон Хартог, Джо Браун, Том Паті і Ян Макнот-Девіс, піднялася на гору із західної сторони піку і досягли вершини 6 липня, за п'ять днів до того як вершини досягла французька команда альпіністів, які піднялися на гору зі сходу. Доктор Франсуа Флоренці чекав обидві команди в таборі IV протягом 42 годин без радіозв'язку.
24 серпня 2008 р. по північно-східній стороні підіймалися два словенські альпіністи, Павле Козжек і Деян Мішкович. Вони розбили табір після 17 годин сходження. Пізніше піднявся сильний вітер і альпіністи ухвалили рішення не підійматися на вершину. Однак коли вони почали спускатися, Козжек зірвався і розбився на смерть.
25 серпня 2012 р., 56 років потому, після того, як перша людина вступила на вершину, було здійснено друге сходження. Сергій Нілов, Дмитро Головченко та Олександр Ланге піднялися на вершину, проклавши новий маршрут по центру північно-східної стіни. Сходження тривало 17 днів.